# Pio Roberto Alice
Pio Roberto Alice (Stazzano, 21 dicembre 1903 – Sestri Ponente, 25 aprile 1974) è stato un calciatore italiano, di ruolo centrocampista.

## Biografia
Fratello minore di Domenico, era pertanto conosciuto anche come Alice II.

## Caratteristiche tecniche
Giocava nel ruolo di mediano.

## Carriera
Dopo aver militato nella Novese, nella stagione 1923-1924 giocò in massima serie con l'Alba Roma.
Negli anni successivi giocò ancora in Prima Divisione con l'Andrea Doria e in Divisione Nazionale con il Modena; esordì in Serie A con la maglia del Bari nella stagione 1931-1932, in cui disputò 19 partite segnando 2 gol.

## Palmarès

### Club

#### Competizioni nazionali
- Prima Divisione: 1

Lucchese: 1933-1934
- Serie C: 1

Sanremese: 1936-1937